# Место под солнцем (фильм, 1951)
«Место под солнцем» (англ. A Place in the Sun) (1951) — чёрно-белая драма режиссёра Джорджа Стивенса с Монтгомери Клифтом, Шелли Уинтерс и Элизабет Тейлор в главных ролях, основанная на романе Теодора Драйзера «Американская трагедия» (1925) и сценической адаптации, выполненной Патриком Кирни (1926). Первая экранизация была снята в 1931 году.
Все работы были вдохновлены реальным убийством 20-летней Грейс Браун 21-летним Честером Джиллеттом в 1906 году, которое привело к его казни на электрическом стуле двумя годами позднее. Фильм имел критический и коммерческий успех, получив 6 премий «Оскар» при 9 номинациях и первую в истории премию «Золотой глобус» за лучший фильм-драму.
В 1991 году внесён в Национальный реестр фильмов, обладая «культурным, историческим или эстетическим значением».
По версии Американского института кино картина занимает ряд мест:
- 92-е место в списке 100 фильмов за 1998 год (выбыла в 2007);
- 7-е место в списке женщин 100 звёзд  (Элизабет Тейлор);
- 53-е место в списке 100 страстей.

## Сюжет
1950 год. Джордж Истмен (Монтгомери Клифт) — парень из сельской глубинки, воспитанный в пуританской семье, приезжает в город после случайной встречи со своим дядей, когда он работал вышибалой в чикагской гостинице. Тот приглашает Джорджа навестить его, если он когда-нибудь приедет в город, и амбициозный молодой человек пользуется предложением.  Но дядя, тем не менее, предлагает ему работу начального уровня на его фабрике. Джордж посещает семейство Истменов и знакомится с женой дяди Ханной (Энн Ревир), его дочерью Марсией и сыном Эрлом (Киф Брэсселл). Несмотря на родство, они считают его чем-то вроде постороннего, но Чарльз Истмен (Герберт Хейс), богатый промышленник, предлагает устроить племянника на работу начального уровня на принадлежащую ему фабрику по производству купальников. Единственное условие — никаких романов с женским персоналом, составляющим 9/10 рабочих. Джордж, не жалуясь, надеется произвести впечатление на дядю, к которому всегда обращается официально, своим упорным трудом и заработать себе дорогу в жизнь. Однако запретный плод сладок. У Истмена завязывается роман с Элис Трипп (Шелли Уинтерс), напарницей по конвейеру. Элис — бедная и неопытная девушка, очарованная Джорджем, не может поверить в то, что его имя не приносит ему никаких преимуществ. Из страха перед руководством они скрывают свои отношения.
Со временем Джордж начинает медленно продвигаться по служебной лестнице до руководящей должности в отделе, в котором начал работу. Он представляет рекомендации по улучшению производства, которые наконец привлекают внимание дяди, который приглашает племянника к себе домой на светское мероприятие 15 августа, аккурат в его день рождения. Джордж обнадёживает Элис, собиравшуюся устроить праздничный ужин, что не задержится в гостях. На вечеринке Джордж знакомится со неотразимой светской львицей Анджелой Викерс (Элизабет Тейлор), которую он мельком видел при первом посещении и был восхищён. Чарльз побуждает племянника сообщить своей матери о своём продвижении, тот звонит Ханне Истмен (Энн Ревир) в штат Канзас, которая надеется, что сын вернётся и продолжит дело отца. Молодые люди быстро влюбляются. Элис под именем миссис Гамильтон, женатой уже три месяца на электрике, посещает доктора Уайленда, чтобы сделать аборт из-за финансовых трудностей, но быстро признаётся в обмане и, прислушавшись к словам врача, передумывает. Элис говорит Джорджу о беременности и дает понять, что ожидает, что он женится на ней. Год приходится на очень жаркое лето — по радио Джордж слышит, как 7 человек умерли из-за высокой температуры, а количество убийств выросло на 4 и составило 14 человек, причём некоторые из них утонули в озере.
Роль спутника Анджелы ввергает Джорджа в опьяняющий и беззаботный образ жизни высшего общества, в котором ему отказывали его богатые родственники. Он отталкивает Элис, проводя всё больше и больше времени с Анджелой и своими новыми состоятельными друзьями. Однажды девушка приглашает его присоединиться к недельной вечеринке в семейном доме у озера в День труда. Джордж извиняется перед Элис, говоря, что это посещение продвинет его по карьере и принесет пользу будущему ребенку.
Супруги Викерсы обсуждают отношения дочери с Джорджем, мистер Энтони «Тони» Викерс (Шепперд Страдвик), в отличие от супруги Энн (Фрида Инескорт), относится к этому скептически. В это время Джордж и Анджела уединённо проводят время на Орлином озере, девушка рассказывает ему историю о том, как супружеская пара утонула здесь прошлым летом, - тело женщины нашли через пять дней, а мужчина так и не был обнаружен.
Элис обнаруживает в газете фотографию Джорджа и Анжелы, катающихся на лодке с друзьями, и понимает, что Джордж солгал ей о своих намерениях. Во время званого ужина, на котором присутствуют семьи Истменов и Викерсов, Джордж, кажется, находится на грани того, чтобы наконец продвинуться по карьере, к которой он так давно стремился. Однако неожиданно звонит Элис и просит поговорить с Джорджем. Она говорит ему, что находится на автобусной остановке и что если он не явится к ней через 15 минут, она придёт и разоблачит его, что неминуемо поставит крест на его карьере. Потрясённый, он объявляет гостям, что подруга его матери больна и что он должен уйти, но обещает Анджеле, что вернётся. На следующее утро, 4 сентября в понедельник, Джордж и Элис едут в мэрию, чтобы пожениться, но обнаруживают, что она закрыта на День труда. Джордж вздыхает с облегчением. В его голове быстро рождается план: завезти опостылевшую подругу в уединённое местечко на Орлином озере и перевернуть лодку, ведь он прекрасно знает, что Элис боится воды и не умеет плавать. Ничего не подозревающая девушка соглашается.
Когда они добираются до озера, Джордж осматривает дроссельную заслонку, изображая, что в ней нет бензина, чтобы спрятать машину в лесу. Он нервничает, когда арендует лодку у рыбака, который, кажется, начинает что-то подозревать, когда Джордж сначала спрашивает его, есть ли на озере другие лодки, а потом подписывается именем Джильберта Эдвардса - одного такого человека мужчина уже знает. Элис рассказывает о своих мечтах об их счастливом будущем с ребёнком. Джорджа прошибает пот — он не в силах совершить преступление. Элис, догадываясь, что тот загадал, когда упала звезда, встаёт, чтобы приблизиться к севшему на край лодки нервничающему любимому, та переворачивается. На берег выплывает только Джордж.
Он ведёт себя подозрительно, когда в потёмках натыкается на отдыхающую троицу скаутов по пути к автомобилю. Прокурор Фрэнк Марлоу (Рэймонд Бёрр) принимает звонок от рыбака, сообщающего о том, что утонула молодая пара. Джордж приезжает в дом Викерсов, где тщетно пытается расслабиться. Он никому ничего не говорит о том, что был на озере, или о том, что там произошло. Тем временем тело Элис обнаруживается, её смерть рассматривается как убийство почти с первого момента, в то время как показания рыбака и скаутов складываются против Джорджа.
Мистер Викерс одобряет брак дочери с Джорджем, молодые люди едут на озеро на машине. В это время детективы узнают от женщины, сдававшей комнату Элис, о том, что её молодой человек не появлялся уже некоторое время. Полицейский, получив ориентировку -  рост 175, тёмные волосы, белый, худощавый, догоняет ненадолго оторвавшийся автомобиль, но не арестовывает Джорджа и лишь выписывает Анджеле штраф за превышение скорости. Джордж ненадолго засыпает и говорит во сне «Я не виноват» и «Анджела, прости меня», девушка не придаёт этому значения. Они прощаются у хижины, Джордж, увидев двух полицейских, перелезает через ограду и сбегает в лес. Внезапно на его пути возникает курящий детектив в штатском, тот приводит его к остальным, скауты опознают Истмена. Детектив Марлоу распоряжается арестовать подозреваемого.
Мистер Марлоу опрашивает родителей Анджелы, не подозревавших о двойной жизни Джорджа. Энтони Викерс готов оплатить тому дорогостоящего адвоката, лишь бы не в вовлекать в дело дочь. Разъярённые горожане разбивают окна камеры Джорджа. Начинается заседание под председательством судьи Олдендорффа, интересы Джорджа защищает адвокат Беллоус (Фред Кларк), со стороны обвинения выступает Фрэнк Марлоу. Тайные действия обвиняемого до и после смерти девушки играют против него. После череды свидетельских показаний Беллоус вызывает самого Джорджа. Его отрицания на фоне остальной лжи бесполезны, Марлоу считает, что тот оглушил девушку и позволил ей утонуть, после чего с силой разбивает весло о лодку после демонстрации Джорджем картины событий. Секретарь зачитывает приговор — обвиняемый  признаётся виновным в преднамеренном убийстве и приговаривается к смертной казни на электрическом стуле. Получив письмо от сына, миссис Истмен посещает его вместе с преподобным Моррисоном, сообщает, что губернатор остался равнодушен к просьбе о помиловании, и добавляет, что смерти нельзя бояться: главное — спасение души. Во время исповеди Джордж наконец соглашается со священником, предполагающим, что, хотя он не убивал Элис, он не сделал ничего, чтобы спасти её, потому что думал об Анджеле. Затем преподобный заявляет, что в глубине души это было убийство.
Анджела, одевшись в чёрное, навещает Джорджа и говорит, что всё время думала о нём и всегда будет любить его, тот отвечает, чтобы она любила, пока он жив, а после забыла. Священник читает молитву, Джордж медленно идёт к месту казни, устремив взор в одну точку, другие заключённые прощаются с ним. Последний кадр — воспоминание о нежном поцелуе с любимой.

## В ролях
| Актёр            | Роль                                  |
| ---------------- | ------------------------------------- |
| Монтгомери Клифт | Джордж Истмен                         |
| Элизабет Тейлор  | Анджела Викерс, светская львица       |
| Шелли Уинтерс    | Элис Трипп, коллега и девушка Джорджа |
| Энн Ревир        | Ханна Истмен, мать Джорджа            |
| Киф Брэсселл     | Эрл Истмен, кузен Джорджа             |
| Фред Кларк       | мистер Беллоус, адвокат               |
| Рэймонд Бёрр     | прокурор Фрэнк Марлоу                 |
| Герберт Хейс     | Чарльз Истмен, дядя Джорджа           |
| Шепперд Страдвик | мистер Энтони «Тони» Викерс           |
| Фрида Инескорт   | миссис Энн Викерс                     |
| Джон Риджли      | коронер                               |

## Награды и номинации
Награды:
1952 год — премия «Золотой глобус» за Лучший фильм (драму) (первое награждение)

1952 год — 6 премий «Оскар»:
Лучший режиссёр (Джордж Стивенс)
Лучший адаптированный сценарий (Майкл Уилсон, Гарри Браун)\
Лучшая музыка: Саундтрек к драматическому или комедийному фильму (Франц Ваксман)
Лучший монтаж (Уильям Хорнбек)
Лучшая операторская работа (чёрно-белый фильм) ( Уильям Си Меллор)
Лучший дизайн костюмов (чёрно-белый фильм)— Эдит Хэд

Номинации:
1951 - Гран-при Каннского кинофестиваля

1952 год — «Золотой глобус»:
Лучший режиссёр (Джордж Стивенс)
Лучшая женская роль (драма) (Шелли Уинтерс)
Лучшая операторская работа (чёрно-белый фильм) (Уильям Си Меллор)

1952 год —  «Оскар»:
Лучший фильм (Джордж Стивенс)
Лучшая мужская роль (Монтгомери Клифт)
Лучшая женская роль (Шелли Уинтерс)

## Другие экранизации
- Восход солнца (фильм) — режиссёр Фридрих Вильгельм Мурнау, 1927 (использованы отдельные мотивы романа)
- Американская трагедия — режиссёр Джозеф фон Штернберг, 1931
- Американская трагедия (мини-сериал) — режиссёр Марионас Гедрис,  1981